# 王長安
王長安（1929年4月—2020年5月4日），男，上海人，中華人民共和國籃球教練和裁判，也是該國临场吹罚比赛最多的篮球裁判。曾任华东军区女篮教练、八一青年女篮教练、中国第一批国家级裁判、篮球国际裁判、上海体育学院篮球专业副教授。王長安曾受到周恩來接見與姚明登門拜訪。